# Przegląd Geopolityczny
Przegląd Geopolityczny – recenzowany kwartalnik naukowy, ukazujący się od 2009 w Krakowie. Zakres tematyczny: geopolityka, geografia polityczna, stosunki międzynarodowe, problematyka bezpieczeństwa, metodologia nauk społecznych. Jego celem jest informowanie o osiągnięciach naukowych i organizacyjnych geopolityki polskiej i innych krajów. Na łamach kwartalnika publikują czołowi polscy eksperci w zakresie geopolityki. Wpisany na listę czasopism punktowanych Ministerstwa Edukacji i Nauki.
Przegląd ukazuje się cztery razy w roku. W latach 2009–2023 ukazało się 46 tomów, a w nich artykuły, stanowiska i sprawozdania oraz polemiki i recenzje.
Od 2013 r. wersją pierwotną czasopisma jest wersja elektroniczna. Redakcja kwartalnika wspiera zasady otwartej nauki. “PG” jest czasopismem w otwartym dostępie, a ściślej rzecz biorąc czasopismem otwartego wyboru, tzn. wersja elektroniczna każdego numeru jest w całości bezpłatnie udostępniana na stronie czasopisma, zaś wersja drukowana jest dostępna w sprzedaży.